# Daïra d'Aïn Defla
La daïra d'Aïn Defla est une circonscription administrative algérienne située dans la wilaya d'Aïn Defla. Son chef-lieu est situé sur la commune éponyme d'Aïn Defla.

## Communes
La daïra englobe la seule commune d'Aïn Defla.